# Odabaşı, Tatvan
Odabaşı là một xã thuộc huyện Tatvan, tỉnh Bitlis, Thổ Nhĩ Kỳ.